# Sint-Genovevakapel (Diependal)

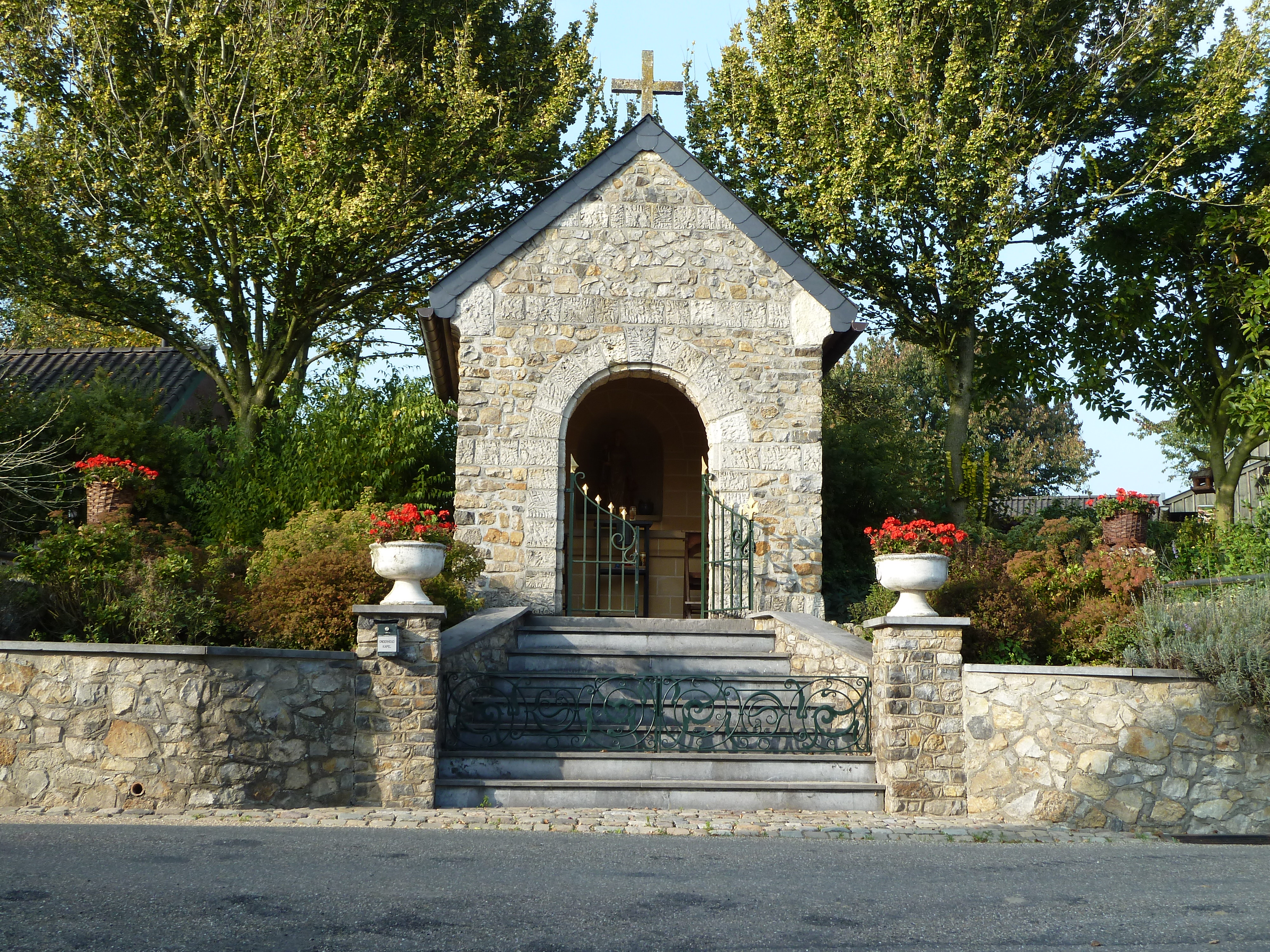
De Sint-Genovevakapel

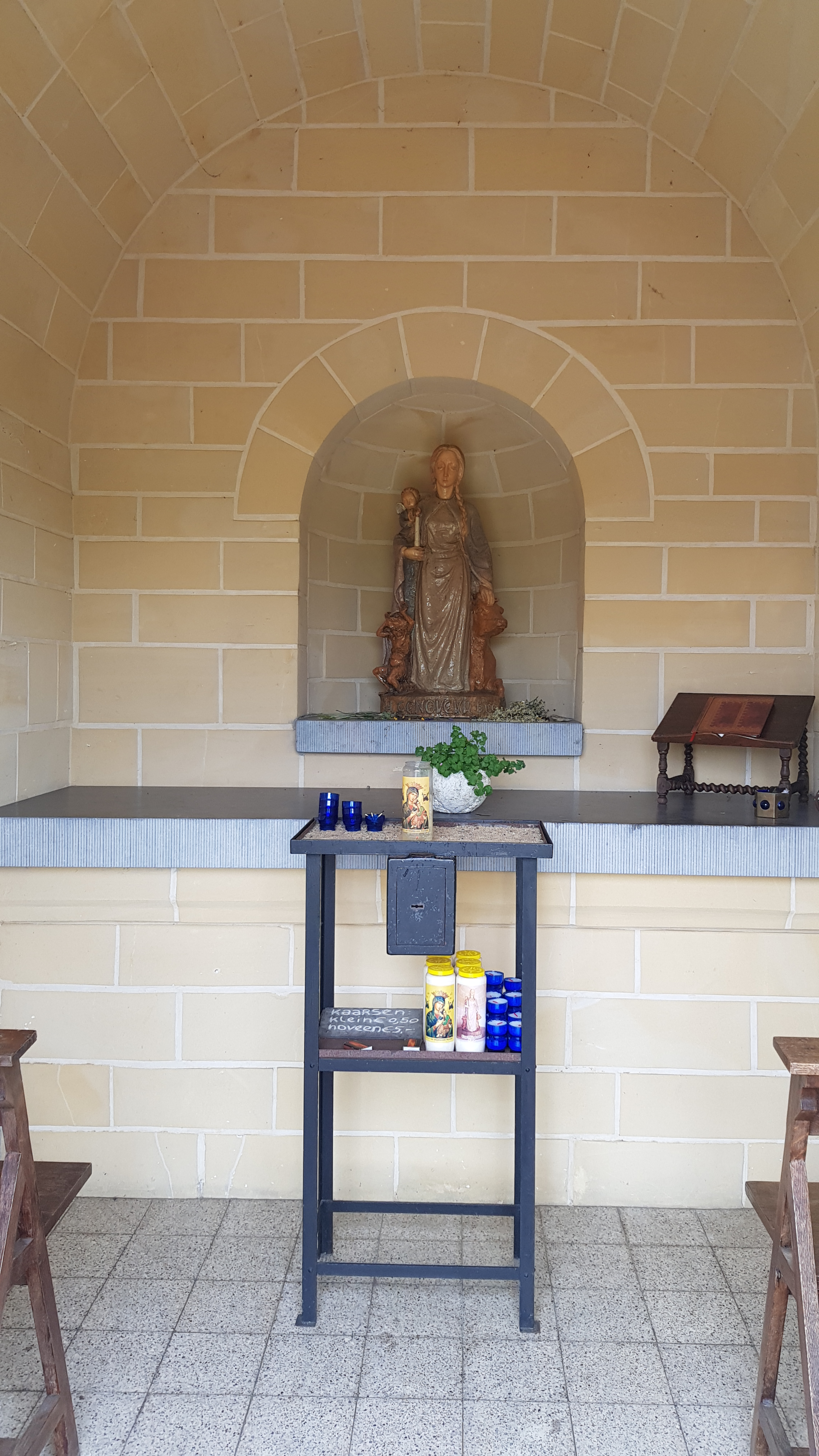
Interieur van de kapel

De Sint-Genovevakapel is een wegkapel in Diependal ten zuiden van Epen in de Nederlands Zuid-Limburgse gemeente Gulpen-Wittem. De kapel staat ongeveer halverwege aan de Diependalsweg (tegenover nummer 7) aan een T-splitsing. Op ruim 100 meter zuidelijker stroomt de Fröschebron, een zijbeek van de Terzieterbeek. Aan de overzijde van de weg staan enkele vakwerkhuizen.
De kapel is gewijd aan Genoveva van Parijs.

## Geschiedenis
In 1947 werd de kapel gebouwd naar het ontwerp van architect Harry Koene.

## Bouwwerk
De open kapel ligt op een verhoging te midden van een groenvoorziening, bereikbaar via een aantal traptreden en afgesloten met een laag ijzeren hek, en is gebouwd op een rechthoekig plattegrond gedekt door een zadeldak van leien. De kapel is opgetrokken in ruw kunradersteen met drie banden van gelijkvormigere blokken kalksteen, waarin de toegangsboog en vensters ook uitgevoerd zijn. In de beide zijgevels bevinden zich elk twee rondboogvensters. Op de nok van het dak is een kruis geplaatst. De frontgevel bevat een rondboogvormige toegang met daarnaast een ingemetselde steen met de tekst 1947.
Van binnen is de kapel bekleed met gezaagd mergelsteen en tegen de achterwand is een massief altaar gemetseld van dezelfde mergelstenen. Boven het altaar is in de achterwand een nis aangebracht, waarin het beeld van de heilige Genoveva is geplaatst. Het beeld toont de heilige die een kaars vasthoudt in de rechterhand en met de linkerhand een rund op de kop streelt dat aan haar voeten gelegen is, als verwijzing naar het feit dat ze als patrones van het hoornvee wordt beschouwd. Aan haar andere zijde staat een klein schreeuwend duiveltje naast haar. Ten slotte kijkt over haar rechterschouder nog een engeltje dat de handen bij de vlam van de kaars houdt en zo lijkt te beschermen, verwijzend naar de legende over haar dat een duiveltje haar kaars zou hebben uitgeblazen. Op het voetstuk van het beeld is in reliëf een tekst aangebracht: (BVO = bid voor ons)

H. GENOVEVA B.V.O.